# Anízio Vianna
Anízio Vianna (Belo Horizonte, 7 de março de 1971) é um letrista, escritor e contrabaixista brasileiro.

## Biografia
Nasceu em Belo Horizonte, em 7 de março de 1971. Sendo filho de Antônio Alves da Silva e Eloiza Viana da Silva. Cursou seu ensino fundamental e médio na região de Venda Nova, tendo que conciliar o trabalho de office boy com os estudos.
Seu contato com a literatura deu-se aos doze anos, quando pegou emprestado de seu irmão mais velho, Antônio Augusto Silva, um livro de poemas do Carlos Drummond de Andrade. Também tem por influências Adão Ventura, escritores Latino-Americanos e participou de oficinas literárias com os autores Affonso Romano de Sant'Anna, Antônio Cícero, Humberto Werneck e Marcelino Freire. Graduou-se em Língua Portuguesa e Língua Espanhola, pela Faculdade de Letras da Universidade Federal de Minas Gerais.
Nessa época trabalhava no Banco do Estado de Minas Gerais e, no tempo livre, tocava contra-baixo no grupo musical Chicória, que fundou junto a Roger Marcelo Bastos.
Posteriormente realizou mestrado em Estudos Literários, também pela Universidade Federal de Minas Gerais. Sua dissertação Rappers: Poesia, Oralidade e Performance, foi defendida em 2006, sob orientação de Márcia Maria Valle Arbex.
Desde 2005 escreve para seu blog pessoal Escrevo ao Vivo. Alguns dos poemas foram lançados em 2016, em livro de mesmo nome. Fundou a editora Quarto Setor, com sede na capital mineira.

## Crítica
Para Adélcio de Sousa Cruz:
"a definição que caberia à poesia de Anízio Vianna esbarra com certeza nas fronteiras da complexidade. Antes, porém, devemos deixar em evidência os pontos mais fortes: seus poemas estão intimamente ligados à sua vida, à memória de seu trajeto pessoal e coletivo, tanto como artista quanto como indivíduo. Sua obra traz a marca distintiva que se apresenta também na arte afrodescendente. O segundo elemento é a cena urbana, o poeta desilustra seus versos com as contradições da cidade, a exemplo de Flores do mal, do francês Charles Baudelaire, uma poesia urbana. Entretanto, preferimos arriscar o adjetivo anti-urbe. E esclarecemos o porquê: ao evidenciar as contradições da cidade, coloca sob o olhar do leitor as demarcações étnico-econômicas e não o faz de maneira gratuita ou ilustrativa. O terceiro destaque, a despeito da posição que escolhemos, não é mero reflexo dos dois anteriores: a sintaxe que compõe sua estética, seu estilo, seu texto enfim. Em quarto lugar devemos nos remeter à intensa carga narrativa e musical de seus poemas. Narra para constituir novamente tanto a origem de sua linguagem quanto de sua des-linhagem étnica".

## Prêmios
Em 1996 ficou em primeiro lugar na categoria poesia, em um concurso patrocinado pela Revista de Literatura da Universidade Federal de Minas Gerias, no mesmo ano recebeu o Prêmio Literário Cidade de Belo Horizonte.
Em 2002 recebeu a menção de honra do Prémio la Rosa de San Jorge, pelo Centro Brasil Espanha.

## Obras

### Livros
- Dublê de anjo, (Mazza Edições, 1996).[1]
- Do amor como ilícito, (Edição de Autor, plaquete, 2011).[1]
- Escrevo ao vivo, (Quarto Setor Editorial, 2016).[1]
- Circo-Saudade, (Coleção Leve Um Livro, 2016).[4]
- Poesia Breve, (Edição de Autor, plaquete, 2016).[4]
- Desalarmes, escritos de paz (Editora Taup, plaquete, 2025).[4]
- Itinerário do amor urbano, (Editora Urutau, 2025).[1]

### Canções
- Óvni-Estrela, banda Chicória, (Independente, 2001).